# Distretto di Mocímboa da Praia
Il distretto di Mocímboa da Praia è un distretto del Mozambico di 75.001 abitanti, che ha come capoluogo Mocímboa da Praia.
| Controllo di autorità | VIAF (EN) 156125700 · LCCN (EN) n99907698 · J9U (EN, HE) 987007499069205171 |